# Авбель, Виктор
Виктор Авбель-«Руди» (словен. Viktor Avbelj-Rudi; 26 февраля 1914, Превойе, Австро-Венгрия — 3 апреля 1993, Любляна, Словения) — югославский и словенский политический деятель, президент Президиума Социалистической республики Словения (1979—1984), президент Исполнительного веча Народной республики Словения (1962—1965), Народный герой Югославии (1951).

## Биография
Получил юридическое образование, ещё будучи студентом вступил в ряды коммунистов Югославии.
Активный участник движения Сопротивления, окончил войну политическим комиссаром девятого корпуса югославской армии.
В послевоенное время находился на ответственной государственной работе в Социалистической республике Словения:
- 1948—1949 гг. — прокурор Словении,
- 1949—1950 гг. — председатель комиссии Государственной инспекции,
- 1950—1952 гг. — первый секретарь комитета Союза коммунистов Словении в г. Марибор.
- 1952—1956 гг. — председатель совета по лесному и сельскому хозяйству, председатель Центрального кооперативного союза.
- 1956—1962 — член республиканского Исполнительного веча.
- 1962—1965 гг. — председатель Исполнительного веча,
- 1965—1967 гг. — секретарь Союза коммунистов Словении по социально-экономическим вопросам,
- 1979—1984 гг. — председатель Президиума республики.